# ویکی‌شجره
ویکی‌شجره (انگلیسی: WikiTree) یک وبگاه تبارشناسی است. کاربران این شبکه اجتماعی می‌توانند شجره‌نامه خانوادگی خود را به دیگران معرفی کنند و از تبارنامه‌های موجود برای تحقیق استفاده کنند.